# Barbie és a 12 táncoló hercegnő
A Barbie és a 12 táncoló hercegnő (eredeti cím: Barbie in the 12 Dancing Princesses) egész estés amerikai 3D-s számítógépes animációs film, amelyet a Lions Gate Entertainment készített.
Amerikában 2006. szeptember 19-én adták ki DVD-n.

## Cselekmény
Egyszer volt, hol nem volt, volt egyszer egy kastély, ahonnan mindig zeneszó hallatszott. Ebben a kastélyban nem egy, még csak nem is kettő, hanem tizenkét hercegnő élt édesapjával, a Királlyal. A legalacsonyabbtól kezdve a legmagasabbig, mind a tizenkét hercegnő imádott táncolni. A legnagyszerűbb táncos mégis a hetedik hercegnő volt, Barbie.
A Királyt az energikus hercegkisasszonyok nevelése nagyon kifárasztotta, így unokatestvére, Rowena segítségét kérte. A kapzsi Rowena a hercegkisasszonyok megnevelése érdekében rövid idő alatt kiűzte az örömöt a kastélyból. Nem volt több tánc, se zene, se mulatság! Barbie azonban felfedezett egy titkos átjárót egy varázslatos világba...
Volt egyszer egy gyönyörű királyság, ahol 12 szépséges hercegnő él. Mindegyikük más és más, ám egy közös biztosan van bennük, imádnak táncolni. Édesapjuk nagyon szereti őket, ám nehezen tudja megnevelni a gyermekeit. Megkéri unokatestvérét, Rowenát, hogy faragjon igazi, illedelmes hercegkisasszonyokat a lányokból. Rowena azonban nagyon szigorú, és sokat vár el a lányoktól, akiknek még a táncot is megtiltja. Genevieve, a középső lány, hiába próbálja elmesélni apjának, hogyan bánik vele a nevelőjük, ő Rowenának ad igazat.
Egy este a lányok a szobájukban épp lefekvéshez készülődnek, amikor érdekes felfedezést tesznek. Egy titkos átjáró van a padló alatt, ami egy különleges helyre vezeti őket, ahol akár egész éjjel táncolhatnak.

## Szereplők
| Szereplő          | Eredeti hang       | Magyar hang     | Leírás       |
| ----------------- | ------------------ | --------------- | ------------ |
| Barbie- Genevieve | Kelly Sheridan     | Csondor Kata    |              |
| Rowena            | Catherine O’Hara   | Kovács Nóra (?) |              |
| Kathleen hercegnő | Maddy Capozzi      | ?               |              |
| Randolph király   | Christopher Gaze   | ?               |              |
| Derek             | Shawn MacDonald    | Markovics Tamás |              |
| Twyla             | Nicole Oliver      | ?               |              |
| Lacy hercegnő     | Chantal Strand     | ?               |              |
| Ashlyn hercegnő   | Nicole Oliver      | Zsigmond Tamara |              |
| Blair hercegnő    | Jennifer Copping   | Roatis Andrea   |              |
| Courtney hercegnő | Lalainia Lindbjerg | ?               |              |
| Delia hercegnő    | Karhleen Barr      | Agócs Judit     |              |
| Edeline hercegnő  | Chiara Zanni       | Dögei Éva       |              |
| Fallon hercegnő   | Adrienne Carter    | Haffner Anikó   |              |
| Hadley hercegnő   | Ashleigh Ball      | Czető Zsanett   | Ikrek        |
| Isla hercegnő     | Ashleigh Ball      | Czető Zsanett   | Ikrek        |
| Vanessa hercegnő  | Britt McKillip     | Tamási Nikolett | Hármas ikrek |
| Katrin hercegnő   | Maddy Capozzi      |                 | Hármas ikrek |
| Lilla hercegnő    | Chantal Strand     |                 | Hármas ikrek |